# Guisa

Armes dels ducs de Guisa

Guisa fou una senyoria i després comtat i ducat de França, a la Picardia, a la vila de Guise.
Fou una senyoria no hereditària i entre els senyors s'esmenten un Renat i un Bukhard I al segle xi. El primer senyor hereditari de Guisa fou Gautier I, fill de Raul II de Vexin comte de Valois, probablement senyor de Guisa per cessió del seu germà el comte Raul IV de Crépy; Gautier segurament va aprofitar la successió al comtat de Vexin del 1077 per esdevenir senyor hereditari de Guisa.

## Senyors de Guisa
- Gautier I vers 1048- >1077
- Godefroi (fill) ?
- Guiu (v.1070 † 1141), (fill)
- Bukhard II (fill) 1141-?
- Adèlvia (filla), casada amb Jaume d'Avesnes
- Gautier II ?-1244 (fill), casat amb Margarita, comtessa de Blois i de Chartes de la que va tenir només una filla, Maria d'Avesnes (+1241) casada amb Hug de Châtillon, comte de Saint-Pol
- Joan I de Blois-Châtillon (comte de Blois i Chartres) (net) 1244-1280)
- Joana de Blois-Châtillon (1258 † 1292) (filla) casada amb Pere comte d'Alençon i Valois, 1280-1292
- Hug II de Blois-Châtillon (1258 † 1307), comte de Saint-Pol, després de Blois i Chartres, (cosí, fill de Guiu comte de Saint-Pol, fill d'Hug de Châtillon i Maria d'Avesnes), 1292-1307
- Guiu I de Blois-Châtillon (1292† 1342) (fill) 1307-1342
- Carles de Blois-Châtillon (1319 † 1364), (fill), duc de Bretanya, 1342-1360. Va cedir Guisa en dot a la seva filla Maria de Châtillon quan es va casar (1360) amb Lluís I d'Anjou
- Lluís I d'Anjou (1339 † 1384), duc d'Anjou, comte de Maine, rei titular de Nàpols, fill de Joan II el Bo, casat amb Maria de Châtillon, 1360-1384
- Lluís II d'Anjou (1377 † 1417), (fill) 1384-1417. Va llegar Guisa al seu segon fill Renat i el rei Carles VII de França la va erigir el comtat.

## Comtes de Guisa
- Renat I de Nàpols 1417–1425, li va arrabassar el comtat la casa de Luxemburg amb el suport de Joan de Lancaster, regent anglès de França
- Joan, comte de Ligny 1425–1440
- Lluís I, comte de Saint-Pol 1440–1444, també de Brienne i Conversano; la seva germana Isabel de Luxemburg es va casar amb Carles, germà de Renat I de Nàpols, va retornar el comtat a la casa d'Anjou
- Carles IV del Maine 1444–1472
- Carles V d'Anjou, duc d'Anjou 1472–1481. El 1481 va cedir el comtat a la corona que el 1491 el va retornar a un nebot
- Lluís d'Armagnac, duc de Nemours 1491–1503
- Margarita d'Armagnac, duquessa de Nemours (+1503) casada amb Pere de Rohan-Gié (1503-1504)
- Carlota d'Armagnac, duquessa de Nemours (+ 1504) casada amb Carles de Rohan-Gié (1504–1520)

## Ducs de Guisa
El 1520 el Parlament de París va donar el comtat de Guisa a Claudi de Lorena, fill segon de Renat II de Lorena (net de Renat I de Nàpols) 
- Claudi de Lorena 1520–1550, comte (1528 duc) de Guisda, comte d'Aumale, comte d'Hartcourt, marquès d'Elbeuf, comte de Lambesc, senyor de Joinville, etc., casat amb Antonieta de Borbó
- Francesc I, príncep de Joinville, duc de Guisa, marquès de Mayenne, 1550-1563
- Enric I, príncep de Joinville, duc de Guisa 1563-1588, casat amb Catalina, comtessa d'Eu 1564-1633
- Carles, príncep de Joinville, duc de Guisa 1588-1640, comte d'Eu 1633-1640, casat amb Enriqueta Catalina, duquessa de Joyeuse
- Enric II, príncep de Joinville, duc de Guisa, comte d'Eu 1640-1664 (a Eu fins a 1660)
- Lluís Josep, duc de Joyeuse 1654-1671, príncep de Joinville, duc de Guisa, duc d'Angulema, comte de Ponthieu 1664-1671
- Francesc Josep de Lorena, duc de Joyeuse, príncep de Joinville, duc de Guisa, duc d'Angulema, comte de Ponthieu 1671-1675
- Maria de Lorena, duquessa de Guisa 1675-1688
- Enric III Juli de Borbó (1643-1709)
- Lluís III de Borbó-Condé (1668-1710)
- Lluís Enric I de Borbó-Condé (1692-1740)
- Lluís Josep de Borbó-Condé (1736-1818)
- Lluís Enric II de Borbó-Condé (1756-1830)
- Enric d'Orleans, 1847

### Títol de cortesia
- Francesc Pau d'Orleans, 1852
- Francesc Lluís d'Orleans, duc de Guisa 1854-1872
- Joan d'Orleans, duc de Guisa 1874-1940